# Ashintully Castle
Ashintully Castle – zamek obronny w Szkocji położony w pobliżu Kirkmichael, na północ od miasta Blairgowrie w hrabstwie Perth and Kinross, wybudowany przez rodzinę Spalding.
Według legendy zamek zamieszkuje pewna liczba duchów, z których jeden, ubrany na zielono, zwany jest Green Jean i uważany jest za ducha młodej kobiety zabitej przez własnego wuja.